# پخشینه

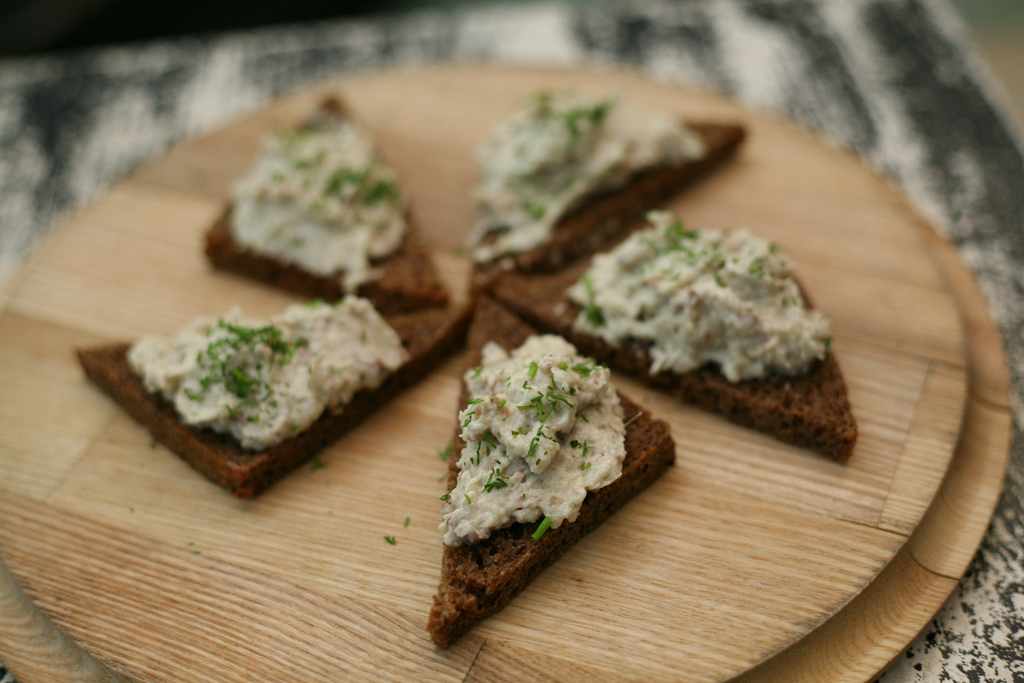
پخشینه

در علوم و فنّاوری غذا به فراورده‌ای که ازنظر بافت شبیه به کره است و به‌صورت لایه‌ای بر روی نان یا تُردَک مالیده می‌شود پَخشینه (spread) گفته می‌شود.
از پخشینه‌های معمول می‌توان به پنیر، خامه، کره، مربا، کره بادام زمینی، کره گیاهی، حُمص، بابا غنوج و پاته اشاره کرد.
توصیف برخی از انواع پخشینه‌ها:
- پخشینهٔ پنیر: فراورده‌ای تهیه‌شده از پنیر و دیگر فراورده‌های لبنی و احیاناً نامیزه‌ساز emulsifier که ازنظر بافت شبیه به کره است و به‌صورت لایه‌ای بر روی نان مالیده می‌شود.
- پخشینهٔ کره: پخشینه‌ای اغلب کم‌چربی که از چربی شیر تهیه می‌شود.
- پخشینهٔ لبنی: پخشینه‌ای که پایهٔ آن چربی شیر است و میزان چربی آن کمتر از کره است.